# Vangs stavkyrka

Vangs stavkyrka (polska Świątynia Wang, tyska Kirche Wang) är en rekonstruktion där man till stor del återanvänt material från den medeltida stavkyrkan i Vang i Valdres i Norge. Vangs stavkyrka står i dag i Karpacz (Krummhübel) i Karkonoszebergen (Riesengebirge), vilket är en del av landskapet Schlesien, sedan 1946 en del av Polen.
Platsen där stavkyrkan ursprungligen stod (på kyrkogården till den nuvarande Vangs församlingskyrka) är markerad med en skiffersten. Detta är också platsen för Vangstenen, en runsten från 1000-talet.
Vangs stavkyrka används till vardags av den protestantiska befolkningen och är också en viktig turistattraktion.

## Historik

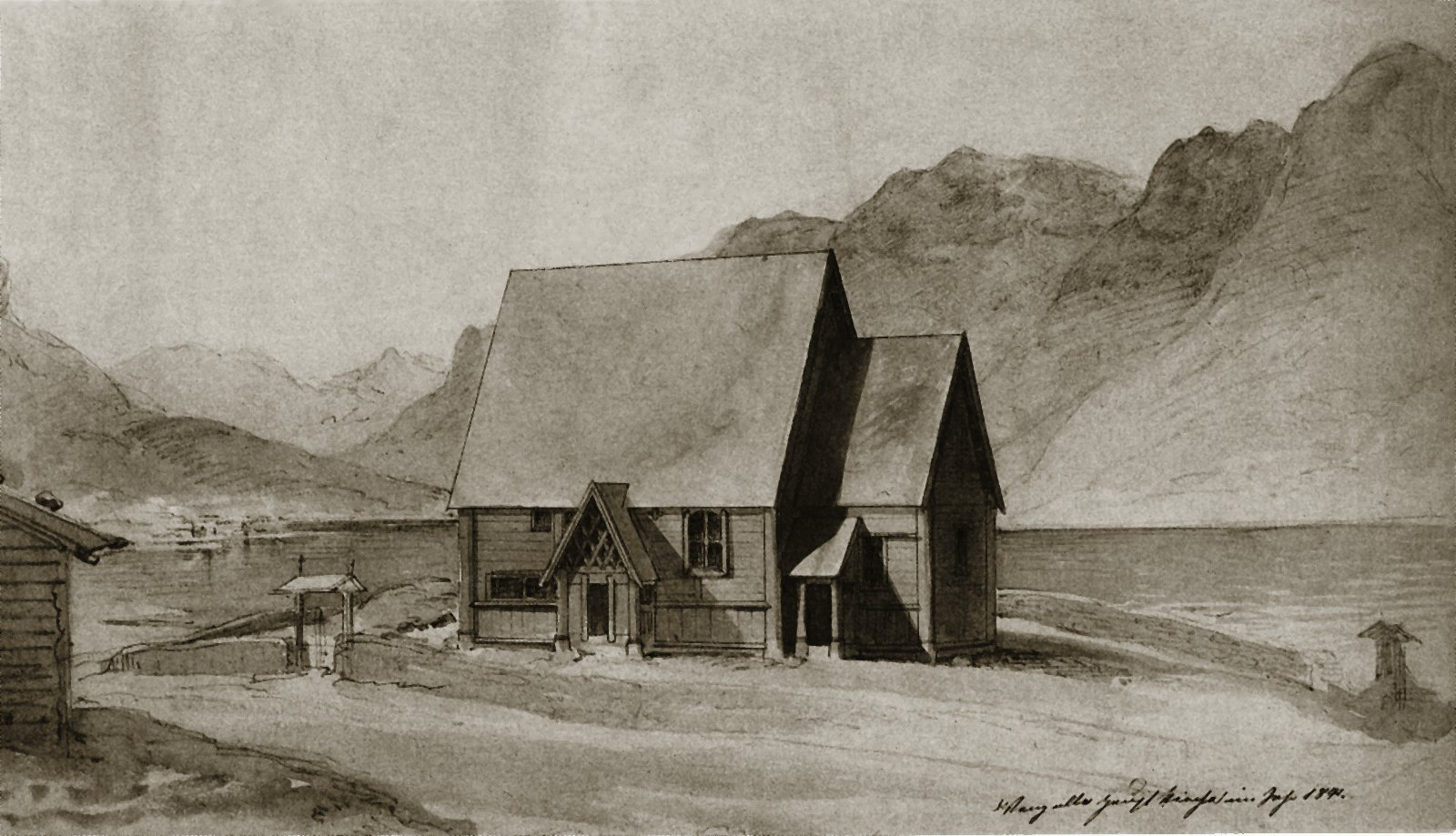
Teckning av stavkyrkan utförd 1841 av F.W. Schiertz

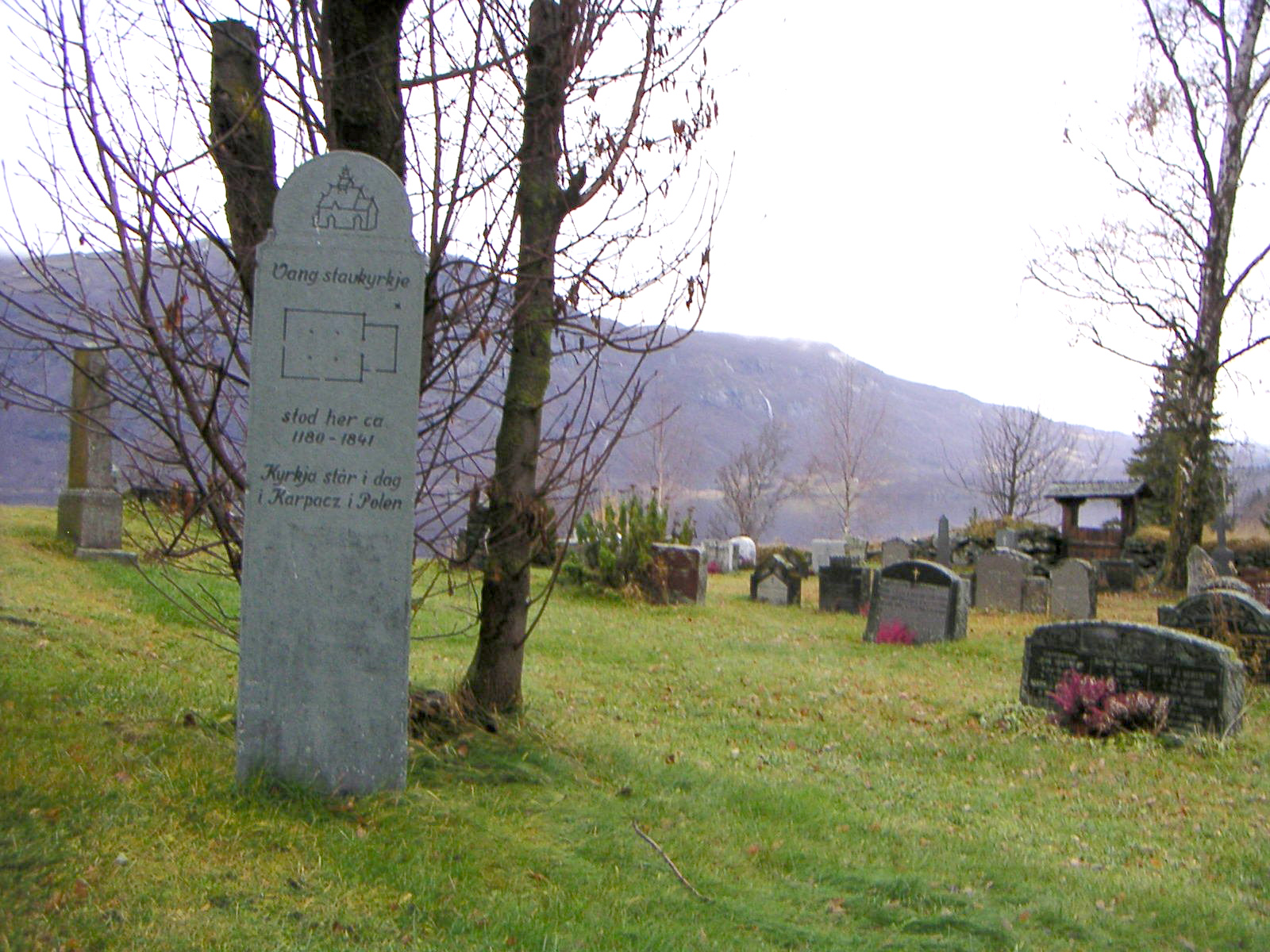
Stavkyrkans ursprungliga plats.

År 1832 beslutade den lokala häradsnämnden att stavkyrkan skulle rivas. Den hade med tiden blivit för liten och var i dåligt skick. Planerna om att riva kyrkan och uppföra en ny i dess ställe var emellertid kända redan 1826 då målaren J C Dahl gjorde ett första räddningsförsök. Dahl ansåg att kyrkan kunde repareras och framförde förslag om hur den skulle kunna utvidgas.
Det gjordes också försök att flytta kyrkan till Heenåsen som annexkyrka (gårdskapell?) Knut Nordsven, en lokal hemmansägare erbjöd gratis tomt till kyrkan, men erbjudandet avslogs. I besvikelsen över att ha misslyckats med att flytta kyrkan sålde han gården och emigrerade till Amerika. 1932 restes en minnessten efter honom.

### Flyttning och återuppförande
Under en ny norgeresa 1839 återvände Dahl till Vang. Stavkyrkan stod då fortfarande på sin plats, men vid sidan av denna hade det nyligen uppförts en större timrad kyrka med 230 sittplatser och rivning av den gamla kyrkan var nära förestående. Dahl blev ännu mer övertygad om att detta var ett värdefullt kulturminne som måste räddas. Han försökte rädda den genom att föreslå att den skulle återuppföras som kungligt kapell i Slottsparken i Christiania eller som museikyrka i anknytning till Håkonshallen i Bergen. Greve Herman Wedel-Jarlsberg erbjöd sig att flytta kyrkan till sina ägor, till parken vid Bogstad, men avled innan planerna hunnit verkställas.
Dahl fann ingen annan utväg än att köpa kyrkan för sina egna pengar, vilket han gjorde på auktionen den 18 januari 1841. Prästen i Vang hade fått fullmakt av Dahl och vann auktionen med ett bud på 86 daler specie, 1 ort och 7 skilling. Köparen var förpliktigad att friställa tomten innan årets slut. Dahl blev misstänkt för att ha köpt kyrkan i spekulationssyfte, men han försvarade sig och bedyrade att det från hans sida snarare var en uppoffring då det inte alls var säkert att han ens skulle få igen det han lagt ut.

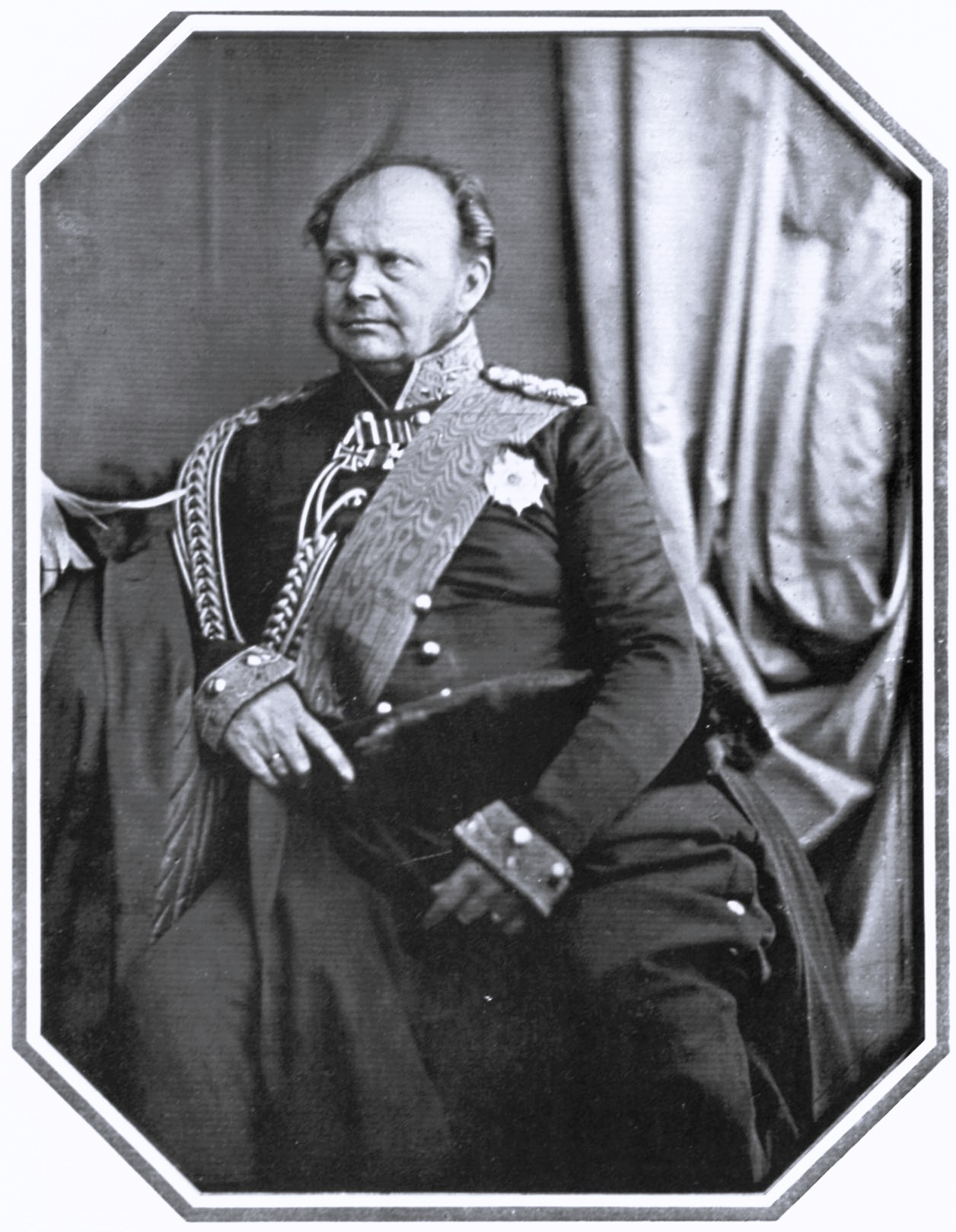
Fredrik Vilhelm IV av Preussen.

Den som kom till undsättning var kung Fredrik Vilhelm IV av Preussen. Han var bekant med Dahl och efter en längre brevväxling med Dahl sade han sig i mars 1841 vara villig att överta kyrkan och bekosta flyttning till och återuppförande i Potsdam.
Som ansvarig för dokumentation, uppmärkning, demontering och emballering för transport valde Dahl den unga tyska arkitekten Franz Wilhelm Schiertz, som tidigare hade arbetat för Dahls verk om stavkyrkor. Troligen hade även Friedrich Wilhelm ett ord med i laget om vem som skulle vara ansvarig. Hans teckningar och materialförteckningar är idag de viktigaste källorna till hur kyrkan såg ut innan flytten. Alla delar märktes upp och emballerades för transport sommartid (inte för slädtransport vintertid, vilket hade varit enklare). Färden gick i september till Lærdalsøyri, där kyrkan omlastades till galeasen Haabet av Sogndal för en två månader lång sjöresa vidare till Stettin (Szczecin). Där omlastades de till en flodbåt och fraktades vidare till Berlin där de över vintern lagrades på Altes Museums gårdsplan.
Under tiden bestämdes det att kyrkan skulle återuppföras i närheten av ett kungligt lustslott i Riesengebirge (nu Karkonosze-bergen) i den dåvarande preussiska provinsen Schlesien, där den avsides liggande bygden Krummhübel hade för lång väg till närmaste kyrka. Den ursprungliga planen att uppföra kyrkan på Pfaueninsel (Påfågelön) i Potsdam övergavs, troligen efter ett förslag från grevinnan Friederike von Reden av Buchwald (nu Bukowiec), som fått ett minnesmärke efter sig vid den återuppförda kyrkan. Greve Christian Leopold von Schaffgotsch av Warmbrunn (nu Cieplice) bistod med mark.
Våren 1842 transporterades kyrkan med flodbåt till bergens fot och sedan vidare med häst upp till Karpacz, 885 meter över havet.
Arbetet med att återuppföra kyrkan påbörjades av kung Fredrik Vilhelm själv som den 2 augusti 1842 lade grundstenen. Det var en krävande uppgift för byggmästare Hamann som inte kände till kyrkan i fråga, eller stavkyrkor överhuvudtaget, att få alla delar på rätt plats. Trots de medsända skisserna förkastades större delen av materialet. Bara grundkonstruktionen med syllar, stolpar och väggband användes, liksom de ornamenterade portalerna. Alla väggplankor och hela svalgången byttes ut mot nytt trä. 

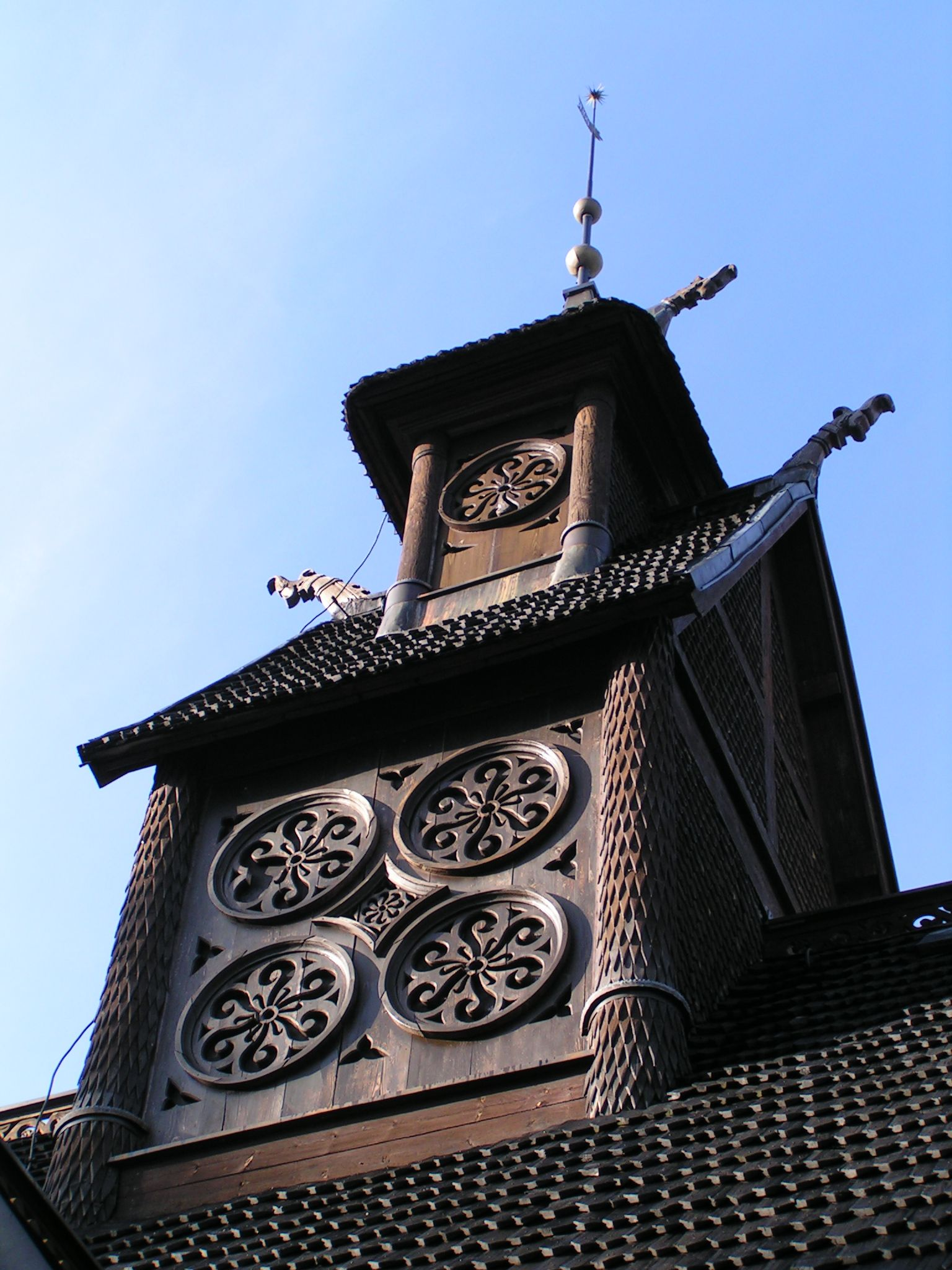
Torntak i barockstil.

Kyrkan återfick sin sedan länge rivna absid, men försågs också med ett torntak i barockstil. Svalgången och takryttarna rekonstruerades och det sattes in många nya fönster utan historisk referens. För portalernas del var det nära att de monterades med den dekorerade sidan inåt istället för utåt. Det dekorerade kortaket återuppfördes inte, eftersom det var för katolskt för en protestantisk kyrka. Även alla karakteristiska takstolar byttes ut mot nya.
Arbetet tog två år. På kungens födelsedag den 15 oktober 1843 restes spiran med årtalet 1200. Den 27 juli 1844 kunde «Die Bergkirche unseres Erlösers zu Wang» invigas i närvaro av prins Fredrik av Nederländerna och en stor skara människor. Det färdiga byggnadsverket hade då kostat omkring 75.000 mark (tyska källor anger 23.000 taler). Fredrik Vilhelm beviljade raskt 40.000 taler till grevinnan von Reden som använde det överskjutande beloppet till välgörande ändamål.
J. C. Dahl var mycket nöjd:
"Det var kjært at Kongen af Preussen interesserte sig for slikt. I steden for at jeg selw kun hawde beholdt det wesentlig af Bildhuggerarbeidene, Snitzwerkerne om Døre, Søile-Capitæle, Mal[erier] osw, saa blew dog en temmelig lignende Kirke igen opført i Wirkeligheden."

## Kyrkobyggnaden

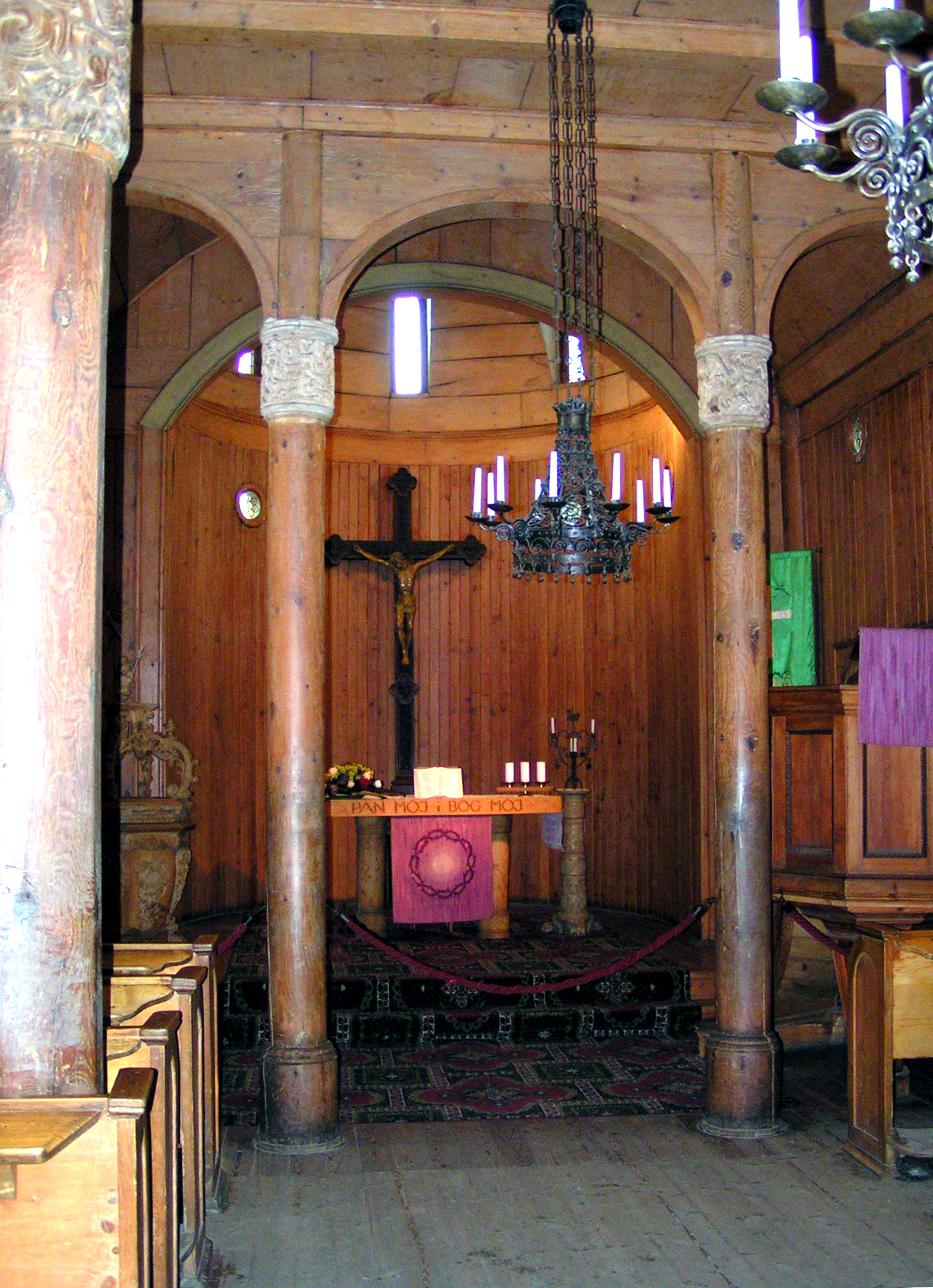
Den återuppbyggda kyrkan har fyra invändiga stolpar.

Kyrkotypen med fyra invändiga stolpar är känd från flera kyrkor i Valdres. Men i Höre stavkyrka och i Lomens stavkyrka ingår de i en konstruktion med förhöjt mittparti och omgångar, medan kyrkorna i Vang och Öye har hela tak över skeppet och de inre stolparna har inget konstruktionsmässigt samband med taket.
Enligt den muntliga traditionen ska kyrkan även tidigare ha varit flyttad, vilket bekräftas av flera forskare som anser att den genomgått omfattande ombyggnation redan innan den lämnade Vang. Arne Berg har efter analys av de bevarade materialen fört fram teorin att de ursprungligen tillhört en stavkyrka av samma typ som är vanlig i Sogn, med förhöjt mittrum och omgång. Men om storleken finns det inga tecken som kan berätta. Berg daterar kyrkan till tiden omkring år 1200, så årtalet på den senare tillagda spiran är inte helt fel. Ombyggnaden kan ha skett redan under medeltiden, men kanske så sent som 1600.
På kyrkans portal finns en mycket speciell runinskrift, som nu är satt för och därför otillgänglig. Den är tidigare tolkad som Eindridi skar (stygt) Olavs sønn i lillefingeren. Men runologen Magnus Olsen förde 1941 fram en troligare tolkning: Eindridi «Mjåfinger» skar (portalen), sønn til Olav på Lo. Om det stämmer innebär det att det är träsnidarens signatur. Den som snidade portalen var Eindridi, kallad "Tunnfinger" eller "Nätthänt" och han var son till Olav på Lo.
På dörren mitt emot finns en annan inskrift som lyder Eindridi skar meg til St. Olafs herlighet.